# Saint-Solve
Saint-Solve település Franciaországban, Corrèze megyében. Lakosainak száma 451 fő (2022. január 1.). Saint-Solve Objat, Saint-Cyr-la-Roche, Vignols és Voutezac községekkel határos.

## Népesség
A település népessége az elmúlt években az alábbi módon változott:
| Lakosok száma | 324  | 282  | 323  | 380  | 438  | 461  | 460  | 458  | 455  | 451  |
|               | 1968 | 1982 | 1990 | 2006 | 2013 | 2015 | 2017 | 2019 | 2020 | 2022 |